# Chris Miller (Footballspieler)
Christopher James Miller (* 9. August 1965 in Pomona, Kalifornien) ist ein ehemaliger US-amerikanischer American-Football-Spieler auf der Position des Quarterbacks. Er spielte in der National Football League (NFL), unter anderem für die Atlanta Falcons. Seitdem arbeitete er als Quarterback-Trainer in der NFL.

## Frühe Jahre
Miller wuchs in Eugene, Oregon, auf, wo er auch die High School besuchte. Später ging er auf die University of Oregon.

## NFL

### Atlanta Falcons
Miller wurde im NFL-Draft 1987 in der ersten Runde an 13. Stelle von den Atlanta Falcons ausgewählt. In seiner ersten Saison absolvierte er drei Spiele (1 Touchdown, 9 Interceptions). In seiner zweiten Saison wurde er jedoch zum Starter auf seiner Position ernannt. Nach der Saison 1991 wurde er zum ersten und einzigen Mal in den Pro Bowl gewählt. Er warf für 3.103 Yards und erzielte hierbei 26 Touchdowns und 18 Interceptions.

### Los Angeles/St. Louis Rams
Am 8. März 1994 wechselte er zu den Los Angeles Rams. Er wurde nach zwei Jahren bei den Rams entlassen. Miller hatte immer wieder Probleme mit Gehirnerschütterungen, was ihn dazu zwang seine Karriere zu pausieren.

### Denver Broncos
Als er zur Saison 1999 sein NFL-Comeback bei den Denver Broncos gab, erlitt er erneut eine Gehirnerschütterung. Dies brachte ihn dazu seine Spielerkarriere aufzugeben.

## Trainer
Zwischen 2009 und 2012 war Miller Quarterbacks Coach bei den Arizona Cardinals. Zuvor arbeitete er als Trainer an einer Highschool in Eugene, Oregon.